# Saison 11 de Smallville
Smallville Saison 11 est une série de comics américain éditée par DC Comics. Elle raconte la suite du feuilleton télévisé Smallville, anciennement diffusé sur le réseau The CW. Elle est produite et écrite par Bryan Q. Miller et mise en image par différents artistes. Le premier numéro est paru le 13 avril 2012 sous forme numérique et le 2 mai 2012 en version sur papier. Les chapitres numériques sont parus chaque vendredi sur le site de Comixology (les chapitres peuvent varier selon les épisodes).

Cette saison reprend six mois après la fin de la saison 10, après que Clark eut enfin accepté sa destinée.
La saison s'est achevée le 14 novembre 2014 en version numérique et le 11 mars 2015 en version sur papier avec le dernier épisode Continuity.

## Détail de l'intrigue
Six mois après que Clark eut sauvé la terre de l'ignoble Darkseid et de son infection "Apokoliptique", il doit maintenant faire face à ses responsabilités en tant qu'Homme d'acier et maintenir sa vie de journaliste au Daily Planet. La plupart des gens sont ravis d'avoir un sauveur capable de déplacer une planète à mains nues, mais d'autres personnes, telles que Lex Luthor, s'inquiètent de voir un homme avoir de telles capacités.
Le premier épisode se compose de 4 tomes (donc 12 chapitres en numérique) et verra l'apparition de plusieurs personnages connus : Clark Kent / Superman, Loïs Lane,  Oliver Queen / L'Archer Vert, Chloe Sullivan et Lex Luthor.

## Histoires secondaires
Les épisodes secondaires se concentrent sur des personnages au second plan de la série, le premier est centré sur Batman et  John Jones.

## Personnages

### Principaux
- Clark Kent / Superman
- Loïs Lane
- Lex Luthor
- Oliver Queen / L'Archer Vert
- Chloe Sullivan
- Tess Mercer

| - Sam Lane - Emil Hamilton - Bart Allen - Lana Lang - Lionel Luthor - John Corben - Martian Manhunter - Zatanna - Supergirl - Booster Gold - Superboy - Blue Beetle - Wonder Twins | - Hank Henshaw - Bruce Wayne / Batman - Barbara Gordon / Nightwing - Joe Chill - Mr Freeze - Wonder Woman - Jay Garrick - Légion des Super-Héros - Teen Titans - Miss Martian - John Constantine - John Stewart - Parallax - Eclipso |

## Épisodes

### Guardian
- Titre Original : Smallville Season 11 : Guardian (Gardien)
- Scenario : Bryan Q. Miller
- Dessins : Pere Perez
- Couvertures : Gary Frank, Cat Staggs, Ryan Benjamin, Saleem Crawford et Joel Benjamin
- Statut : Épisode principal
- Date de parution :
  -  États-Unis : #1: 2 mai 2012. #2: 6 juin 2012. #3: 4 juillet 2012. #4: 1er août 2012
  -  France : Indéterminé
- Résumé : Six mois ont passé depuis que Superman est apparu. Clark arrive à point nommé pour sauver une station spatiale en orbite d'une mystérieuse tempête galactique. Pendant ce temps, Lex Luthor essaie tant bien que mal de convaincre le général Lane que Superman est un danger pour la planète. À la recherche de ses souvenirs passés, Lex commence à avoir des visions de sa défunte sœur, Tess. L'archer vert, quant à lui, se démène pour protéger les rues de Métropolis avec l'aide de Superman. Lex lance le mystérieux projet "Guardian" dans l'espace avec l'astronaute Hank Henshaw au commandes. Malheureusement le lancement ne se passe pas comme prévu et Henshaw est gravement blessé durant le sauvetage de Superman. Une occasion en or pour l'homme d'acier d'aller rendre une petite visite à Lex Luthor...
- Commentaire : L'action se déroule 6 mois après la fin de la saison 10. Tess, pourtant morte dans l'épisode final de la saison 10, réapparaît dans des visions de Lex Luthor[2].

### Detective
- Titre Original : Smallville Season 11 : Detective (Détective)
- Scenario : Bryan Q. Miller
- Dessins : ChrisCross, Marc Deering et Jamal Igle
- Couvertures : ChrisCross, Marc Deering et Mico Suayan
- Statut : Épisode principal
- Date de parution :
  -  États-Unis : #1: 5 septembre 2012. #2: 3 octobre 2012. #3: 7 novembre 2012. #4: 5 décembre 2012
  -  France : Indéterminé
- Résumé : Le chevalier de Gotham, Batman fait un détour par Metropolis dans le but de retrouver Joe Chill. Mais ses plans vont être contrariés par Prankster et Mr Freeze qui s'attaquent à lui et Superman. Les deux héros vont devoir s’allier pour résoudre le problème. Oliver et Nightwing tentent d’arrêter un trafic d’armes.
- Commentaire : Batman fait sa première apparition dans la mythologie de Smallville [3]!

### Haunted
- Titre Original : Smallville Season 11 : Haunted (Hanté)
- Scenario : Bryan Q. Miller
- Dessins : Jorge Jimenez
- Couvertures : Scott Kolins
- Statut : Épisode principal
- Date de parution : 
  -  États-Unis : #1: 9 janvier 2013. #2: 6 février 2013. #3: 6 mars 2013. #4: 3 avril 2013
  -  France : Indéterminé
- Résumé : Bart Allen est de retour mais cache un terrible secret. Superman va devoir aider son ami à repousser une dangereuse menace. Pendant ce temps, Tess Mercer tente d'entrer en communication avec Lois via le corps de Lex. Mais celui-ci n’est pas prêt à se laisser faire et compte se débarrasser de sa sœur pour toujours.
- Commentaire :

### Effigy
- Titre Original : Smallville Season 11 : Effigy (Effigie)
- Scenario : Bryan Q. Miller
- Dessins : Axel Gimenez et Diana Egea
- Couvertures : Cat Staggs
- Statut : Épisode secondaire
- Date de parution : 
  -  États-Unis :  29 mai 2013
  -  France : Indéterminé
- Résumé : Le détective  John Jones, le Martian Manhunter, fait équipe avec Batman contre une menace souterraine de  Gotham.
- Commentaire : L'action de cet interlude se situe juste avant Haunted.

### Argo
- Titre Original : Smallville Season 11 : Argo (Argo)
- Scenario : Bryan Q. Miller
- Dessins : Daniel Hdr et Rodney Buchemi
- Couvertures : Pete Woods et Cat Staggs
- Statut : Épisode principal
- Date de parution : 
  -  États-Unis : #1: 8 mai 2013. #2: 12 juin 2013. #3: 10 juillet 2013
  -  France : Indéterminé
- Résumé : Clark Kent se trouve transporté dans l'avenir, où il rencontre les plus grands héros du 31e siècle: Booster Gold et la Légion des Super-Héros! Cependant, ce n'est pas une simple visite de courtoisie: Superman doit arrêter une guerre entre la Terre et un tyran maléfique.
- Commentaire : Apparition de Supergirl, de Booster Gold et de la Légion des Super-Héros.

### Valkyrie
- Titre Original : Smallville Season 11 : Valkyrie (Valkyrie)
- Scenario : Bryan Q. Miller
- Dessins : Cat Staggs
- Couvertures : Cat Staggs
- Statut : Épisode secondaire
- Date de parution : 
  -  États-Unis : 31 juillet 2013
  -  France : Indéterminé
- Résumé : Lois Lane part en Afrique pour écrire un article sur une mystérieuse personne dont les pouvoirs serviraient a libérer des enfants. La journaliste va découvrir que cet « ange » n’est autre que Lana Lang.
- Commentaire : Lana Lang  est de retour... John Corben aussi!

### Olympus
- Titre Original : Smallville Season 11 : Olympus (Olympe)
- Scenario : Bryan Q. Miller
- Dessins : Jorge Jimenez
- Couvertures : Pete Woods
- Statut : Épisode principal
- Date de parution : 
  -  États-Unis : #1: 14 aout 2013. #2: 11 septembre 2013. #3: 9 octobre 2013. #4: 13 novembre 2013
  -  France : Indéterminé
- Résumé : Il y a vingt ans, un jeune garçon s’est échoué sur une île mystérieuse et a rencontré une princesse. Maintenant, cette princesse est à la recherche de sa mère qui a disparu quand elle a secouru le garçon. Superman va devoir percer le secret de cette princesse Amazone. Mais si la ville de Smallville est connu pour être le repaire des êtres étranges, Washington, DC, ne l‘est certainement pas !
- Commentaire : Apparition de Wonder Woman

### Hollow
- Titre Original : Smallville Season 11 : Hollow (Hollow)
- Scenario : Bryan Q. Miller
- Dessins : Beni Lobel
- Couvertures : Cat Staggs
- Statut : Épisode secondaire
- Date de parution : 
  -  États-Unis : 30 octobre 2013
  -  France : Indéterminé
- Résumé : Tess Mercer est confrontée à l'ultime question : peut-elle mettre de côté son obsession de se venger de son frère, Lex Luthor ?
- Commentaire :

### Titans
- Titre Original : Smallville Season 11 : Titans (Titans)
- Scenario : Bryan Q. Miller
- Dessins : Cat Staggs
- Couvertures : Cat Staggs
- Statut : Épisode secondaire
- Date de parution : 
  -  États-Unis : 29 janvier 2014
  -  France : Indéterminé
- Résumé : Jay Garrick est déterminé à élever la prochaine génération de super-héros. Mais quand ses jeunes s'impliquent dans une bagarre au quai de San Francisco, il n'est pas sûr de pouvoir les aider…
- Commentaire : Apparition de Jay Garrick, des Teen Titans, Superboy, Blue Beetle, des Wonder Twins et de Miss Martian

### Alien
- Titre Original : Smallville Season 11 : Alien (Extra-Terrestre)
- Scenario : Bryan Q. Miller
- Dessins : Edgar Salazar
- Couvertures : Cat Staggs
- Statut : Épisode principal
- Date de parution : 
  -  États-Unis : #1: 11 décembre 2013. #2: 8 janvier 2014. #3: 12 février 2014. #4: 12 mars 2014
  -  France : Indéterminé
- Résumé : Superman se retrouve dans une course contre la montre pour découvrir le secret d’une pluie de météore en Russie. Quelque chose est tombé de l'espace et cela ressemble à une terrible menace!
- Commentaire : Apparition de Rocket Red Brigade

### Harbinger
- Titre Original : Smallville Season 11 : Harbinger (Présage)
- Scenario : Bryan Q. Miller
- Dessins : Rodney Buchemi et Daniel HDR
- Couvertures : Cat Staggs
- Statut : Épisode secondaire
- Date de parution : 
  -  États-Unis : 30 juillet 2014
  -  France : Indéterminé
- Résumé : Quand le nouvel agent de la DEO convainc le directeur Steve Trevor qu'ils ont besoin d'un expert en magie, celui-ci sait exactement vers qui se tourner. Mais la dernière étape de la tournée de Zatanna à Londres ne se passe pas bien jusqu'au moment où un étrange magicien vient à son aide.
- Commentaire : Apparition de Zatanna et de John Constantine

### Lantern
- Titre Original : Smallville Season 11 : Lantern (Lanterne)
- Scenario : Bryan Q. Miller
- Dessins : Marcio Takara
- Couvertures : Cat Staggs
- Statut : Épisode principal
- Date de parution : 
  -  États-Unis : #1: 16 avril 2014. #2: 14 mai 2014. #3: 11 juin 2014. #4: 9 juillet 2014.
  -  France : Indéterminé
- Résumé : L'anneau de Green Lantern du secteur de l'espace 2813 était inactif pendant des années après la destruction de Krypton, jusqu'à la création de la colonie d'Argo. Comme les disciples de Zod ne sont pas candidats pour le porter, l'anneau recherche le Kryptonien le plus proche pour le recruter!
- Commentaire : Apparition du Green Lantern John Stewart et de Parallax

### Chaos
- Titre Original : Smallville Season 11 : Chaos (Chaos)
- Scenario : Bryan Q. Miller
- Dessins : Agustin Padilla, Daniel HDR et Marcelo Di Chiara
- Couvertures : Cat Staggs
- Statut : Épisode principal
- Date de parution : 
  -  États-Unis : #1: 13 août 2014, #2: 10 septembre 2014, #3: 8 octobre 2014, #4: 12 novembre 2014.
  -  France : Indéterminé
- Résumé :
- Commentaire : Apparition d'Eclipso, Hank Henshaw, Supergirl et de Superboy

### Continuity
- Titre Original : Smallville Season 11 : Continuity (Continuité)
- Scenario : Bryan Q. Miller
- Dessins : IG Guara, Marcelo Di Chiara, Julio Ferreira, JP Mayer et Ruy Jose
- Couvertures : Cat Staggs
- Statut : Épisode principal
- Date de parution : 
  -  États-Unis : #1: 10 décembre 2014, #2: 14 janvier 2015, #3: 11 février 2015, #4: 11 mars 2015.
  -  France : Indéterminé
- Résumé :
- Commentaire : Apparition de la Justice League.